# Трансавангарда
Трансавангарда је неоекспресионистички покрет у италијанској уметности који се развијао касних 70-их и током 80-их година 20. века. Сам термин, трансавангарда, је осмислио и применио Акиле Бонито Олива, критичар и историчар уметности. Сматра се противтежом концептуалној ументости и Arte povera. Уметници овог правца имају за циљ да ликовно реализују подсвесно и потискивано. Користе субјективни језик знакова који је практично немогуће дешифровати. 
Овај уметнички покрет је одговорио на експлозију концептуалне уметности која је пронашла многе медије изражавања, оживљавањем сликарства и поновним увођењем емоција ― посебно радости ― у цртеж, сликарство и скулптуру. Трансавангарда је означила повратак фигуративној уметности, као и митским сликама, које су поново откривене током врхунца покрета. Уметници су оживели фигуративну уметност и симболизам, који су ређе коришћени у покретима после Другог светског рата, попут минимализма. Главни трансавангардни уметници били су Сандро Чија, Франческо Клементе, Енцо Куки, Мимо Германа, Нино Лонгобарди, Никола де Марија и Мимо Паладино.
Године 1982, радови Чије, Кукија и Лонгобардија укључени су у изложбу „Италијанска уметност сада: америчка перспектива“ у Музеју Соломона Р. Гугенхајма у Њујорку.